# Юдинка
Ю́динка (рос. Юдинка) — селище у складі Асекеєвського району Оренбурзької області, Росія.

## Населення
Населення — 381 особа (2010; 458 у 2002).
Національний склад (станом на 2002 рік):
- росіяни — 55 %